# Sizwe Ndlovu
Sizwe Ndlovu, född den 24 september 1980 i Johannesburg i Sydafrika, är en sydafrikansk roddare.
Han tog OS-guld i lättvikts-fyra utan styrman i samband med de olympiska roddtävlingarna 2012 i London.